# Arcore
Arcore é uma comuna italiana da região da Lombardia, província de Monza e Brianza, com cerca de 16.202 habitantes. Estende-se por uma área de 9 km², tendo uma densidade populacional de 1800 hab/km². Faz fronteira com Usmate Velate, Camparada, Lesmo, Biassono, Vimercate, Villasanta, Concorezzo.

## Demografia
| Variação demográfica do município entre 1861 e 2011                               |
|                                                                                   |
| Fonte: Istituto Nazionale di Statistica (ISTAT) - Elaboração gráfica da Wikipedia |